# Michaël Llodra
Michaël Llodra (Pariz, 18. svibnja 1980.) je francuski profesionalni tenisač. U konkurenciji je muških parova gdje ima osvojena tri Grand Slam naslova. Osim u parovima, uspješan je i u pojedinačnoj konkurenciji, gdje do sada ima osvojenih pet turnira.
Rođen je u Parizu, gdje je njegov otac igrao za nogometni klub Paris Saint-Germain. Igra lijevom rukom, a njegov karakterističan stil igre tzv. servis i volej su po uzoru na njegovog idola Stefana Edberga.
Llodra i njegova supruga Camille su se vjenčali 9. rujna 2003., te imaju dvoje djece, kćer Manon i sina Tea. Navijač je francuskog nogometnog kluba Paris Saint-Germaina.

## Vanjska poveznica
- Profil na ATP-u